# Psammocinia samyangensis
Psammocinia samyangensis är en svampdjursart som beskrevs av Thomas Robertson Sim och Lee 1998. Psammocinia samyangensis ingår i släktet Psammocinia och familjen Irciniidae.
Artens utbredningsområde är havet utanför Sydkorea. Inga underarter finns listade i Catalogue of Life.